# Allégorie de la Chasteté
L'Allégorie de la Chasteté (en italien Allegoria della Castità) est une peinture à l'huile sur bois  de Lorenzo Lotto, datant de  1505 environ, conservée à la National Gallery of Art de Washington, dans la collection Kress.

## Histoire

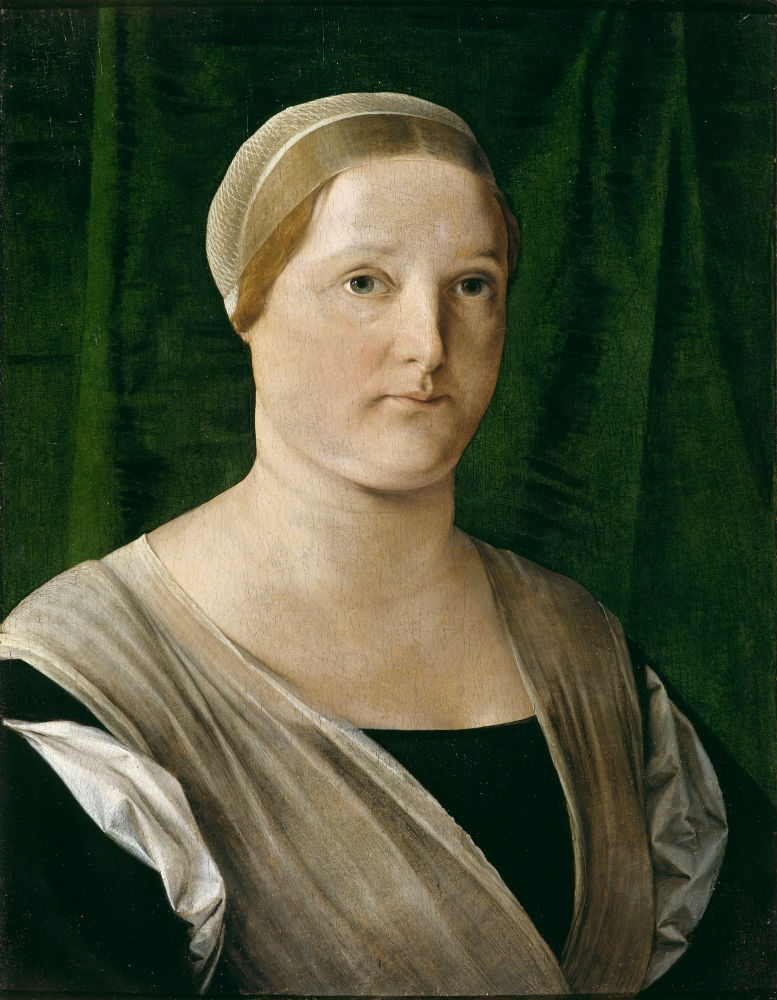
Portrait de femme par Lorenzo Lotto.Musée des Beaux-Arts de Dijon.

De petites dimensions (42,9 × 33,7 cm) cette peinture devait servir de couvercle au Portrait de femme d'une taille très proche du  même peintre.
Propriété d’Alessandro Contini Bonacossi l’œuvre fut cédée en 1934 à Samuel Kress qui l'emporta aux États-Unis et qui en fit don ensuite au musée actuel.
Divers  écrits et expositions le présentent sous le tire alternatif du Songe de la jeune fille.

## Iconographie
L'allégorie peinte ayant pour but d'utiliser le concret pour exprimer une idée abstraite, est depuis l'Antiquité, le Moyen Âge et la Renaissance, le moyen de rendre hommage à son destinataire.
La chasteté, vertu féminine par excellence au Moyen Âge et à la Renaissance a une acception plus large que la simple retenue sexuelle, c'est un usage des dons (beauté, charme, intelligence, sensibilité) au service des autres plutôt que se servir des autres (ou d'un autre) pour satisfaire ses envies.

## Composition
Dans un décor champêtre encadré d'arbres à gauche et à droite, une femme vêtue de blanc et d'or assise au centre de la composition, sa main soutenant sa tête, est appuyée contre le tronc d'un laurier. Un putto depuis le ciel, juste au-dessus d'elle, verse des pétales de fleurs blanches accentuant la lumière blanche qui l'inonde.
Un satyre femelle cachée derrière un arbre à gauche contemple la scène ; un satyre mâle, à droite, baignant dans l'eau, est  appuyé sur des rochers, buvant le vin coulant d'un vase qu'il tient au-dessus de lui.  

## Analyse
Le rapprochement du portrait et de son couvercle (coulissant) se doit d'être révélateur des qualités et des aspirations de son modèle, au-delà de la ressemblance physique. C'est par référence à une autre œuvre de Lotto, le Portrait de l'évêque Bernardo de' Rossi et à son couvercle de l'Allégorie du Vice et de la Vertu qui devaient permettre de comparer sujet et allégorie par moitié, que cette allégorie est supposée être le couvercle d'un portrait de dame de la même époque et du même peintre. 